# Élections régionales de 1998 en Aquitaine
Pour un article plus général, voir Élections régionales françaises de 1998.
Les élections régionales en Aquitaine se déroulent le 15 mars 1998.

## Mode de scrutin
Les conseillers régionaux sont élus au scrutin de liste à la représentation proportionnelle suivant la règle de la plus forte moyenne, en un seul tour.
Chaque département forme une circonscription : les sièges sont répartis entre les listes ayant obtenu plus de 5 % des suffrages exprimés.
Ils sont attribués selon l'ordre de présentation sur la liste.

## Résultats

### Global
| Liste          | Liste                                                                 | Voix      | %      | Sièges (85) | Sièges (85) |
| Liste          | Liste                                                                 | Voix      | %      | #           | %           |
| -------------- | --------------------------------------------------------------------- | --------- | ------ | ----------- | ----------- |
|                | Gauche plurielle                                                      | 461 788   | 38,81  | 38          | 44,70       |
|                | Rassemblement pour la République - Union pour la démocratie française | 341 999   | 28,74  | 28          | 32,94       |
|                | Front national                                                        | 127 681   | 10,73  | 9           | 10,59       |
|                | Chasse, pêche, nature et traditions                                   | 100 442   | 8,44   | 8           | 9,41        |
|                | Les Verts                                                             | 44 468    | 3,74   | 2           | 2,35        |
|                | Divers                                                                | 29 381    | 2,47   |             |             |
|                | Extrême gauche                                                        | 27 295    | 2,29   |             |             |
|                | Régionalistes                                                         | 20 907    | 1,76   |             |             |
|                | Divers droite                                                         | 17 063    | 1,43   |             |             |
|                | Génération écologie                                                   | 6 514     | 0,55   |             |             |
|                | Mouvement pour la France                                              | 5 082     | 0,43   |             |             |
|                | Centre national des indépendants et paysans                           | 3 809     | 0,32   |             |             |
|                | Divers gauche                                                         | 3 428     | 0,29   |             |             |
|                |                                                                       |           |        |             |             |
| Inscrits       | Inscrits                                                              | 2 054 552 | 100,00 |             |             |
| Abstentions    | Abstentions                                                           | 797 006   | 38,79  |             |             |
| Votants        | Votants                                                               | 1 257 546 | 61,21  |             |             |
| Blancs ou nuls | Blancs ou nuls                                                        | 67 689    | 3,30   |             |             |
| Exprimés       | Exprimés                                                              | 1 189 857 | 57,91  |             |             |

### Dordogne
| Tête de liste Étiquette politique (partis et alliances) | Tête de liste Étiquette politique (partis et alliances)        | Tour unique | Tour unique | Sièges | Sièges |  |
| Tête de liste Étiquette politique (partis et alliances) | Tête de liste Étiquette politique (partis et alliances)        | Voix        | %           | Nombre | %      |  |
| ------------------------------------------------------- | -------------------------------------------------------------- | ----------- | ----------- | ------ | ------ |  |
|                                                         | Christian Défarge Parti socialiste (PCF - MDC)                 | 75 682      | 39,85       | 6      | 50,00  |  |
|                                                         | Jean-Jacques de Peretti Rassemblement pour la République (UDF) | 55 999      | 29,49       | 4      | 33,33  |  |
|                                                         | Michel Courtois Front national                                 | 20 512      | 10,80       | 1      | 8,33   |  |
|                                                         | André Goustat Chasse, pêche, nature et traditions              | 14 744      | 7,76        | 1      | 8,33   |  |
|                                                         | Alain Bournazel Divers droite (diss. RPR - MPF)                | 11 856      | 6,24        |        |        |  |
|                                                         | Aris Salviat Parti radical de gauche (Les Verts)               | 11 110      | 5,85        |        |        |  |
|                                                         |                                                                |             |             |        |        |  |
| Inscrits                                                | Inscrits                                                       | 303 098     | 100,00      |        |        |  |
| Votants                                                 | Votants                                                        | 203 621     | 67,18       |        |        |  |
| Exprimés                                                | Exprimés                                                       | 189 903     | 62,65       |        |        |  |

### Gironde
| Tête de liste Étiquette politique (partis et alliances) | Tête de liste Étiquette politique (partis et alliances)          | Tour unique | Tour unique | Sièges | Sièges |  |
| Tête de liste Étiquette politique (partis et alliances) | Tête de liste Étiquette politique (partis et alliances)          | Voix        | %           | Nombre | %      |  |
| ------------------------------------------------------- | ---------------------------------------------------------------- | ----------- | ----------- | ------ | ------ |  |
|                                                         | Jacques Valade Rassemblement pour la République (UDF)            | 127 579     | 27,77       | 12     | 33,33  |  |
|                                                         | Alain Rousset Parti socialiste (PRG - MDC)                       | 127 316     | 27,72       | 12     | 33,33  |  |
|                                                         | Jacques Colombier Front national                                 | 51 763      | 11,27       | 4      | 11,11  |  |
|                                                         | Henri Sabarot Chasse, pêche, nature et traditions                | 33 713      | 7,34        | 3      | 8,33   |  |
|                                                         | Pierre Augey Parti communiste français                           | 33 201      | 7,23        | 3      | 8,33   |  |
|                                                         | Noël Mamère Les Verts                                            | 30 215      | 6,58        | 2      | 5,55   |  |
|                                                         | Nelly Malaty Lutte ouvrière                                      | 14 487      | 3,15        |        |        |  |
|                                                         | Joseph Michel Divers (Chômeurs)                                  | 11 930      | 2,60        |        |        |  |
|                                                         | Philippe Coat Génération écologie                                | 6 514       | 1,42        |        |        |  |
|                                                         | Vincent Pelloquin Divers                                         | 5 183       | 1,13        |        |        |  |
|                                                         | Monique Nicolas Ligue communiste révolutionnaire                 | 4 275       | 0,93        |        |        |  |
|                                                         | Daniel Le Mestre Divers                                          | 3 916       | 0,85        |        |        |  |
|                                                         | Jean-Georges Meyniac Centre national des indépendants et paysans | 3 809       | 0,83        |        |        |  |
|                                                         | Yves Rauzier Régionaliste (POC)                                  | 3 544       | 0,77        |        |        |  |
|                                                         | Gérard Barthélémy Parti des travailleurs                         | 1 911       | 0,42        |        |        |  |
|                                                         |                                                                  |             |             |        |        |  |
| Inscrits                                                | Inscrits                                                         | 835 838     | 100,00      |        |        |  |
| Votants                                                 | Votants                                                          | 481 385     | 57,59       |        |        |  |
| Exprimés                                                | Exprimés                                                         | 459 356     | 54,96       |        |        |  |

### Landes
| Tête de liste Étiquette politique (partis et alliances) | Tête de liste Étiquette politique (partis et alliances) | Tour unique | Tour unique | Sièges | Sièges |  |
| Tête de liste Étiquette politique (partis et alliances) | Tête de liste Étiquette politique (partis et alliances) | Voix        | %           | Nombre | %      |  |
| ------------------------------------------------------- | ------------------------------------------------------- | ----------- | ----------- | ------ | ------ |  |
|                                                         | Jean-Louis Carrère Parti socialiste                     | 55 784      | 36,61       | 4      | 40,00  |  |
|                                                         | Jacques Castaing Rassemblement pour la République (UDF) | 45 357      | 29,77       | 3      | 30,00  |  |
|                                                         | Robert Lafitte Chasse, pêche, nature et traditions      | 15 712      | 10,31       | 1      | 10,00  |  |
|                                                         | Michel Larrat Parti communiste français                 | 13 975      | 9,17        | 1      | 10,00  |  |
|                                                         | France Prenat Front national                            | 11 914      | 7,82        | 1      | 10,00  |  |
|                                                         | Jacques Papon Les Verts                                 | 7 130       | 4,68        |        |        |  |
|                                                         | Dominique Peltier Parti des travailleurs                | 2 500       | 1,64        |        |        |  |
|                                                         |                                                         |             |             |        |        |  |
| Inscrits                                                | Inscrits                                                | 248 657     | 100,00      |        |        |  |
| Votants                                                 | Votants                                                 | 159 029     | 63,96       |        |        |  |
| Exprimés                                                | Exprimés                                                | 152 372     | 61,28       |        |        |  |

### Lot-et-Garonne
| Tête de liste Étiquette politique (partis et alliances) | Tête de liste Étiquette politique (partis et alliances)  | Tour unique | Tour unique | Sièges | Sièges |  |
| Tête de liste Étiquette politique (partis et alliances) | Tête de liste Étiquette politique (partis et alliances)  | Voix        | %           | Nombre | %      |  |
| ------------------------------------------------------- | -------------------------------------------------------- | ----------- | ----------- | ------ | ------ |  |
|                                                         | Jean Guérard Parti socialiste (PCF)                      | 37 310      | 28,01       | 4      | 40,00  |  |
|                                                         | Jean-Louis Brunet Rassemblement pour la République (UDF) | 32 485      | 24,39       | 3      | 30,00  |  |
|                                                         | Eddy Marsan Front national                               | 20 466      | 15,37       | 2      | 20,00  |  |
|                                                         | Guy Berny Chasse, pêche, nature et traditions            | 8 166       | 6,13        | 1      | 10,00  |  |
|                                                         | Maurice Orenstein Les Verts (MDC - LCR)                  | 7 123       | 5,35        |        |        |  |
|                                                         | Jean-Claude Tissot Divers droite (diss. RPR - diss. UDF) | 5 207       | 3,91        |        |        |  |
|                                                         | François Jay Mouvement pour la France                    | 5 082       | 3,82        |        |        |  |
|                                                         | Josiane Bouché Divers                                    | 5 060       | 3,80        |        |        |  |
|                                                         | Francis Auradou Divers gauche                            | 3 428       | 2,57        |        |        |  |
|                                                         | Anne Carpentier Divers                                   | 3 292       | 2,47        |        |        |  |
|                                                         | Pierre Boissière Régionaliste (POC)                      | 3 083       | 2,31        |        |        |  |
|                                                         | Fred Pojurowsky Parti radical de gauche                  | 2 490       | 1,87        |        |        |  |
|                                                         |                                                          |             |             |        |        |  |
| Inscrits                                                | Inscrits                                                 | 225 244     | 100,00      |        |        |  |
| Votants                                                 | Votants                                                  | 143 370     | 63,65       |        |        |  |
| Exprimés                                                | Exprimés                                                 | 133 192     | 59,13       |        |        |  |

### Pyrénées-Atlantiques
| Tête de liste Étiquette politique (partis et alliances) | Tête de liste Étiquette politique (partis et alliances)          | Tour unique | Tour unique | Sièges | Sièges |  |
| Tête de liste Étiquette politique (partis et alliances) | Tête de liste Étiquette politique (partis et alliances)          | Voix        | %           | Nombre | %      |  |
| ------------------------------------------------------- | ---------------------------------------------------------------- | ----------- | ----------- | ------ | ------ |  |
|                                                         | Jean-Jacques Lasserre Union pour la démocratie française (RPR)   | 80 579      | 31,60       | 6      | 35,29  |  |
|                                                         | André Labarrère Parti socialiste                                 | 77 771      | 30,49       | 6      | 35,29  |  |
|                                                         | Jean Saint-Josse Chasse, pêche, nature et traditions             | 28 107      | 11,02       | 2      | 11,76  |  |
|                                                         | Sylvano Marian Parti communiste français (Les Verts - MDC - PRG) | 27 149      | 10,65       | 2      | 11,76  |  |
|                                                         | Jacques Henriot Front national                                   | 23 026      | 9,03        | 1      | 5,88   |  |
|                                                         | Jakes Abeberry Régionaliste                                      | 9 632       | 3,78        |        |        |  |
|                                                         | Jean-Pierre Etcheverry Régionaliste (EAJ-PNB)                    | 4 648       | 1,82        |        |        |  |
|                                                         | Marie-Josée Susperregui Parti des travailleurs                   | 4 122       | 1,62        |        |        |  |
|                                                         |                                                                  |             |             |        |        |  |
| Inscrits                                                | Inscrits                                                         | 441 715     | 100,00      |        |        |  |
| Votants                                                 | Votants                                                          | 270 141     | 61,16       |        |        |  |
| Exprimés                                                | Exprimés                                                         | 255 034     | 57,74       |        |        |  |